# Mabalacat

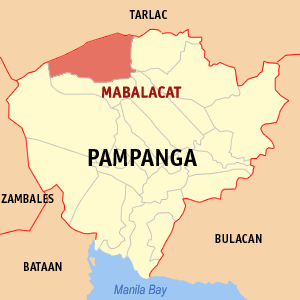
Mabalacats läge i provinsen Pampanga.

Mabalacat är en ort i Filippinerna och ligger i provinsen Pampanga, regionen Centrala Luzon. 171 045 invånare (folkräkning 1 maj 2000).
Mabalacat räknas officiellt inte som stad utan är en kommun. Kommunen är indelad i 27 smådistrikt, barangayer, varav samtliga är klassificerade som tätortsdistrikt.

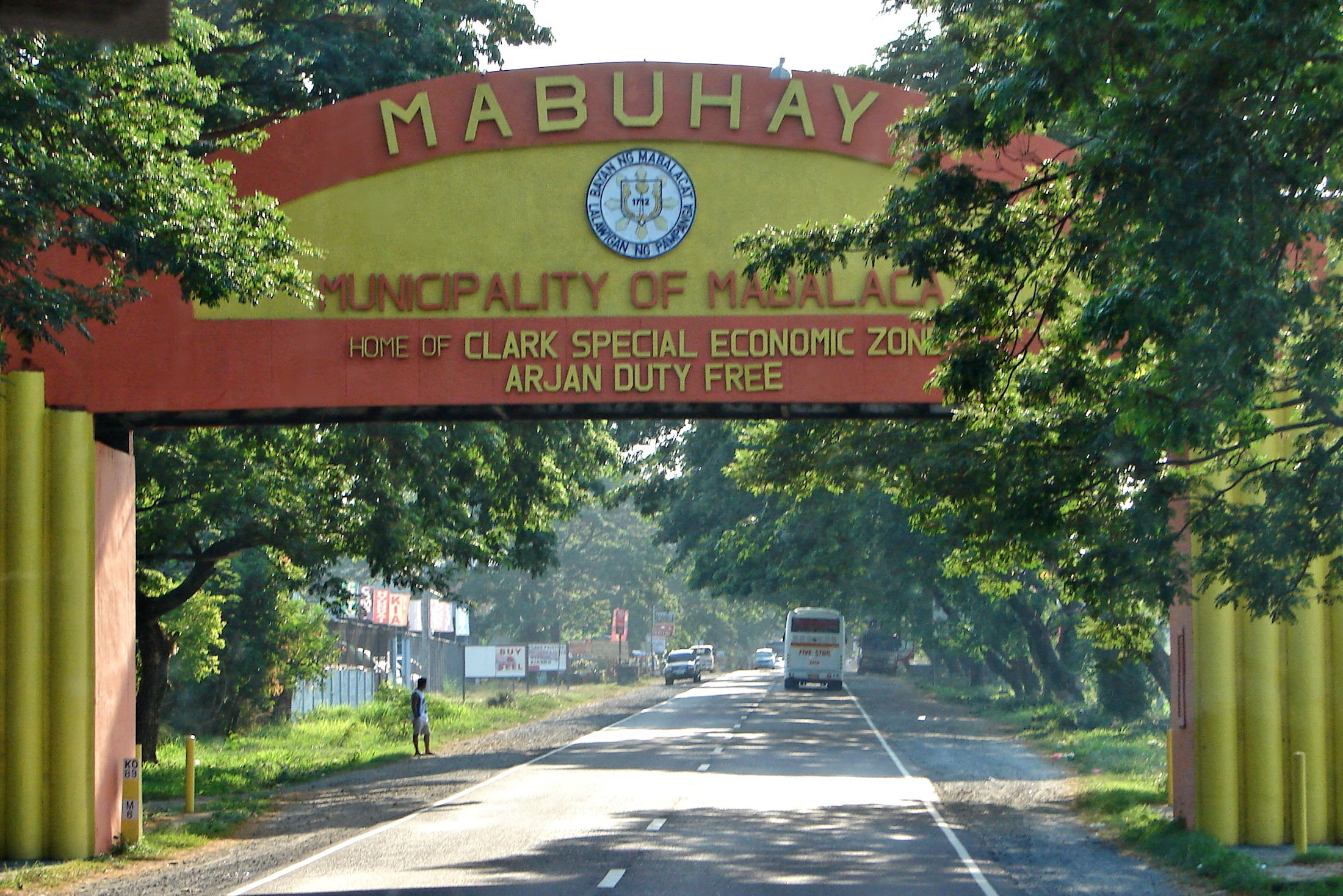
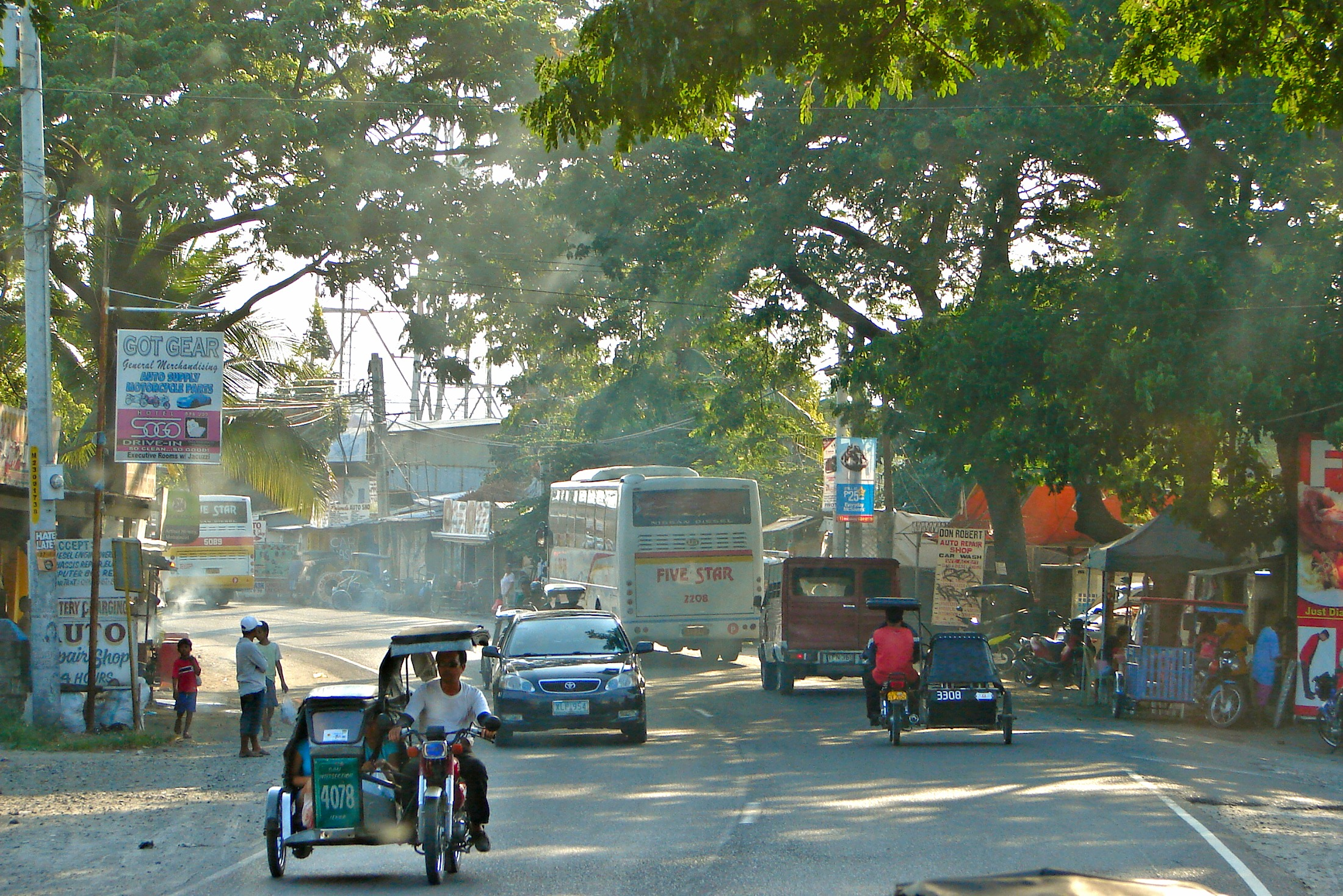